# Pomaria wootonii
Pomaria wootonii är en ärtväxtart som först beskrevs av Nathaniel Lord Britton, och fick sitt nu gällande namn av B.B.Simpson. Pomaria wootonii ingår i släktet Pomaria och familjen ärtväxter. Inga underarter finns listade i Catalogue of Life.